# Solenoptera quadrilineata
Solenoptera quadrilineata är en skalbaggsart som först beskrevs av Olivier 1795.  Solenoptera quadrilineata ingår i släktet Solenoptera och familjen långhorningar.
Artens utbredningsområde är:
- Guadeloupe.
- Martinique.

Inga underarter finns listade i Catalogue of Life.